# Giulia Mandelli
Giulia Mandelli (Crema, 25 febbraio 1999) è una calciatrice italiana, di ruolo attaccante.

## Carriera

### Club
Nata a Crema nel 1999, ha iniziato a giocare a calcio a 6 anni, nel suo paese, Sergnano, trasferendosi a 12 anni al Mozzanica, con cui ha esordito in Serie A nel 2018, entrando all'80' della sconfitta casalinga per 2-0 contro il Sassuolo alla 2ª giornata di campionato, il 29 settembre. Ha chiuso la stagione con 10 presenze in totale, terminando 6ª in classifica, a pari punti proprio con le neroverdi, quinte, ma dietro ad esse per i peggiori scontri diretti.
Dopo la mancata iscrizione delle mozzanichesi alla Serie A 2019-2020, in seguito al disimpegno dal calcio femminile dell'Atalanta maschile, Mandelli è rimasta nel Bergamasco, passando all'Orobica, ripescata in massima serie dopo le defezioni dello stesso Mozzanica e del ChievoVerona Valpo. Ha debuttato con le rossoblu il 14 settembre 2019, alla 1ª di Serie A, entrando al 67' del pareggio interno per 1-1 contro il Tavagnacco.

## Statistiche

### Presenze e reti nei club
Statistiche aggiornate al 1º febbraio 2020.
| Stagione        | Squadra         | Campionato      | Campionato | Campionato | Coppe nazionali | Coppe nazionali | Coppe nazionali | Coppe continentali | Coppe continentali | Coppe continentali | Altre coppe | Altre coppe | Altre coppe | Totale | Totale |
| Stagione        | Squadra         | Comp            | Pres       | Reti       | Comp            | Pres            | Reti            | Comp               | Pres               | Reti               | Comp        | Pres        | Reti        | Pres   | Reti   |
| --------------- | --------------- | --------------- | ---------- | ---------- | --------------- | --------------- | --------------- | ------------------ | ------------------ | ------------------ | ----------- | ----------- | ----------- | ------ | ------ |
| 2018-2019       | Mozzanica       | A               | 9          | 0          | CI              | 1               | 0               | -                  | -                  | -                  | -           | -           | -           | 10     | 0      |
| 2019-2020       | Orobica         | A               | 12         | 0          | CI              | 1               | 0               | -                  | -                  | -                  | -           | -           | -           | 13     | 0      |
| Totale carriera | Totale carriera | Totale carriera | 21         | 0          | -               | 2               | 0               | -                  | -                  | -                  | -           | -           | -           | 23     | 0      |